# Чачалака сіроголова
Чачалака сіроголова (Ortalis cinereiceps) — вид куроподібних птахів родини краксових (Cracidae).

## Поширення
Вид поширений на сході Гондурасу, в Нікарагуа, Коста-Риці, Панамі і на заході Колумбії (департамент Чоко). Населяє різноманітні вологі ландшафти, що характеризуються густою рослинністю, як-от чагарникові зарості, вторинні ліси, поля та зріджені ліси. Він уникає глибини густого лісу, хоча може зустрічатися на його узліссі.

## Опис
Це птах середнього розміру, за зовнішнім виглядом схожий на індиків. Зазвичай він має довжину 51 см і важить приблизно 500 г. Має досить тьмяне оперення — темно-коричневе на спині і світліше на череві. Голова темно-сіра, а чорнуватий хвіст має світло-сіро-коричневий кінчик. Махові пера червонуваті.

## Спосіб життя
Живе групами по 6-12 особин, переважно в чагарниках, хоча інколи спускається на землю. Харчується плодами і насінням. Гніздо облаштовує на гілках на висоті від 1 до 3 м над землею. У кладці 3-4 яйця, які самиця насиджує 22 дні.